# Antoni Nadir Cherif
Antoni Nadir Cherif (* 1975 in Tunis) ist ein deutscher Architekt und Fachbuch-Autor.

## Leben
Noch zu Schulzeiten machte Cherif seine ersten Erfahrungen mit Apple-Macintosh-Computern. Nach seinem Abitur 1995 beschäftigte er sich mit der Erstellung von Webseiten und Print-Publishing. 1997 begann er sein Studium an der msa-Münster School of Architecture unter anderem bei Jan Cejka. Er schloss sein Architekturstudium 2003 als Dipl.-Ing. (FH) ab. Das städtebauliche Thema seiner Diplomarbeit war die Konzeption und Planung der Sacca della Misericordia in Venedig.
Nach dem Studium arbeitete er als Architekt unter anderem bei Peter Bastian Architekten BDA in Coesfeld. Seit 2007 schreibt er Fachbücher zum Thema Mac OS X (macOS) und Windows On Mac für den Schweizer SmartBooks-Verlag. Ab 2011 wurde der SmartBooks Verlag durch den dpunkt Verlag aus dem Hause Heise übernommen. Zudem ist er als Illustrator tätig. In den 1990er Jahren zeichnete er wöchentlich Comics und Karikaturen als Cartoonist für die Münstersche Zeitung und Westfälischen Nachrichten.
Ein weiteres Arbeitsfeld von Cherif ist die Erwachsenenschulung verschiedener Themen in seinem Fachgebiet Apple. Seit 2024 ist Cherif zudem als Dozent an der Volkshochschule (VHS) tätig. Darüber hinaus bietet er Schulungen im Bau- und Projektmanagement auf dem Mac an, insbesondere mit der Software Merlin Project.
In seiner Freizeit ist er ein passionierter Rennradfahrer und Läufer, unter anderem mehrfacher Teilnehmer am Hermannslauf.
Während der COVID-19-Pandemie im Juni 2020 wurde eine Idee von Antoni Cherif veröffentlicht: Die App „Herein!“, die von der Firma ProjectWizards GmbH umgesetzt wurde, kann Gastronomen und Betreibern von Unternehmen helfen, die Papierflut von Anmeldeformulare zu bewältigen. Die Kunden können einmalig einen QR-Code erstellen, der alle erforderlichen Informationen enthält.

## Veröffentlichungen
- Antoni Nadir Cherif: Merlin Project – Das Handbuch. 2018, Apple iBooks Store
- OS X Mavericks – Das Praxisbuch. dpunkt Verlag|SmartBooks Verlag, 2014, ISBN 978-3-94416508-0.
- Mac OS X 10.8 Mountain Lion – Das Praxisbuch. dpunkt Verlag|SmartBooks Verlag, 2012, ISBN 978-3-90849818-6.
- Mac OS X 10.7 Lion – Das Praxisbuch. dpunkt Verlag|SmartBooks Verlag, 2011, ISBN 978-3-90849806-3.
- Das Buch für Umsteiger – Vom PC zum Mac SmartBooks Verlag, 2010, ISBN 978-3-90849799-8.
- Frank Blome und Antoni Nadir Cherif: Projektmanagement mit Merlin – Das offizielle Handbuch. Hanser Verlag, 2009, ISBN 978-3-44641927-8.
- Mac OS X 10.6 Snow Leopard – Das Praxisbuch. SmartBooks Verlag, 2009, ISBN 978-3-90849797-4.
- Mac OS X 10.5.4 Leopard (4. Auflage, überarbeitet) – Für Einsteiger und Windows-Umsteiger. SmartBooks Verlag, 2008, ISBN 978-3-90849781-3.
- Windows auf Mac OS X 10.5, Boot Camp & Co. SmartBooks Verlag, 2008, ISBN 978-3-90849777-6.
- Parallels Desktop 3: Windows auf dem Mac. SmartBooks Verlag, 2008, ISBN 978-3-90849779-0.
- Mac OS X 10.5 Leopard – Für Einsteiger und Windows-Umsteiger. SmartBooks Verlag, 2007, ISBN 978-3-90849773-8.
- Danuta Malota | Illustrationen Antoni Nadir Cherif: Witam der Polnischkurs. 2004, ISBN 978-3-19005369-8.

## Belege
1. ↑  Neue Gastro-App übermittelt bequem digital Corona-Kontaktdaten.: „Antoni Cherif hat eine Gastronomie-App ins Leben gerufen, bei der Gäste ihre Kontaktdaten sicher über einen QR-Code abgeben. Auch die Stadtbibliothek setzt auf ‚Herein‘.“
2. ↑  Best Practice: Antoni Cherif aus Gütersloh und die App »Herein!« (Gütsel Artikel vom 25.05.2021).: „Je nach Pandemielage müssen Gastronomen und Ladenbesitzer die Kontaktdaten ihrer Gäste, Besucher und Kunden sammeln, wenn sie überhaupt öffnen dürfen. Das heißt: Jeder Gast trägt sich bei jedem Besuch in ein Formular ein. Die App »Herein!«, die der Gütersloher Antoni Cherif initiiert hat, erspart beiden diesen lästigen Registrierungsprozess“
3. ↑  Check-In ohne ‚Zettelkram‘. Archiviert vom Original am 15. Januar 2021; abgerufen am 12. November 2020: „Gütersloher hat die Idee zur App ‚Herein!‘ Die Gastronomie hat in Gütersloh wieder geöffnet, und die neuen Bedingungen während der Corona-Krise sind insbesondere für alle Gastronomen nicht leicht. So müssen unter anderem Namen und Kontaktdaten der Gäste erfasst werden, um im Ernstfall mögliche Corona-Infektionswege zurückverfolgen zu können. Für viele Gäste ist es lästig, sich immer wieder in irgendwelchen Formulare und Listen einzutragen. Dazu kommen die Bedenken vieler: Wie schnell hat ein Fremder einen Blick auf Adresse und Telefonnummer erhascht?“  Info: Der Archivlink wurde automatisch eingesetzt und noch nicht geprüft. Bitte prüfe Original- und Archivlink gemäß Anleitung und entferne dann diesen Hinweis.

| Personendaten    | Personendaten                         |
| ---------------- | ------------------------------------- |
| NAME             | Cherif, Antoni Nadir                  |
| KURZBESCHREIBUNG | deutscher Architekt und Fachbuchautor |
| GEBURTSDATUM     | 1975                                  |
| GEBURTSORT       | Tunis                                 |